# Attila Juhos
Attila Juhos (Boedapest, 1 april 1962) is een voormalig voetbalscheidsrechter uit Hongarije. Hij begon als arbiter in 1987 en floot in de hoogste afdeling van het Hongaarse voetbal van 1993 tot 2004. Juhos was van 1996 tot 2004 in het bezit van een FIFA-badge, en leidde in die hoedanigheid wedstrijden op Europees niveau, waaronder interlands.

## Interlands
| Datum      | Plaats              | Wedstrijd           | Uitslag | Competitie        | Kreeg geel | Kreeg voor de tweede keer geel en dus rood | Weggestuurd |
| ---------- | ------------------- | ------------------- | ------- | ----------------- | ---------- | ------------------------------------------ | ----------- |
| 14-08-1996 | Boekarest, Roemenië | Roemenië – Israël   | 2 – 0   | Vriendschappelijk | 0          | 0                                          | 0           |
| 03-06-1998 | Boekarest, Roemenië | Roemenië – Paraguay | 3 – 2   | Vriendschappelijk | 0          | 0                                          | 0           |
| 15-07-1998 | Kiev, Oekraïne      | Oekraïne – Polen    | 1 – 2   | Vriendschappelijk | 3          | 0                                          | 0           |
| 27-03-1999 | Praag, Tsjechië     | Tsjechië – Litouwen | 2 – 0   | EK-kwalificatie   | 2          | 0                                          | 0           |
| 26-04-2000 | Poznan, Polen       | Polen – Finland     | 0 – 0   | Vriendschappelijk | 0          | 0                                          | 0           |
| 07-06-2003 | Tallinn, Estland    | Estland – Andorra   | 2 – 0   | EK-kwalificatie   | 5          | 0                                          | 0           |